# Marco Wittmann
Marco Wittmann, född 24 november 1989 i Fürth, Västtyskland, är en tysk professionell racerförare och fabriksförare för BMW Motorsport i bland annat DTM.

## Racingkarriär
Wittmann började sin karriär i karting 1996 och körde det fram till 2007. Under 2007 körde han Formel BMW ADAC, där han slutade femma. Under 2008 körde han Formel BMW, och blev tvåa. Året efter, 2009, bytte han serie till Formula 3 Euro Series och placerade sig på sextonde plats. Wittmann fortsatte i serien under 2010 och blev tvåa, vilket han även blev under 2011. Under 2012 var han testförare för BMW i DTM, vilket gjorde att han blev ordinarie förare under 2013. Wittmann tog sammanlagt 49 poäng under säsongen, varav bland annat en andraplats. Han fortsatte i DTM med BMW under 2014, där han efter åtta av tio deltävlingar blev mästare.